# École Freudienne de Paris
École Freudienne de Paris (Фройдистка школа в Париж), съкратено EFP (ФШП), е френска психоаналитична професионална организация, основана от Жак Лакан през 1963 г.
Лакан е бил член на Société Française de Psychanalyse (SFP)(Френско психоаналитично общество). През 1963 г. Международната психоаналитична асоциация иска Лакан да бъде премахнат от списъка на обучаващите аналитици, заедно с неговата група. В резултат на това Лакан напуска психоаналитичното общество във Франция.
През юни 1964 г. той публикува Учредителния акт, за да създаде своя собствена школа, която става известна като École Freudienne de Paris (EFP).
През 1968 г. група, обсъждаща акредитационния процес на ФШП, се отделя, за да формира Четвъртата група (Quatrième groupe).
През януари 1980 г. Лакан обявява разпускането на ФШП. После създава новата организация La cause freudienne.